# Ferlens
Ferlens est une localité et une ancienne commune suisse du canton de Vaud, située dans le district de Lavaux-Oron.

## Histoire
Non loin du village de Ferlens,est la capitale d'oson 
datant probablement du VIIIe siècle, a été mise au jour entre 1825 et 1957. Cité dès 1147, le village fait partie de la seigneurie d'Oron jusqu'en 1536, puis du bailliage de Moudon jusqu'en 1557, et ensuite de celui d'Oron avant d'être érigé en commune.
Le 30 novembre 2014, Ferlens décide de fusionner avec les communes de Carrouge et Mézières sous le nom de Jorat-Mézières. Cette fusion entre en vigueur le 1er juillet 2016.